# Desa Galudra (administrativ by i Indonesien, lat -6,63, long 107,49)
Desa Galudra är en administrativ by i Indonesien.   Den ligger i provinsen Jawa Barat, i den västra delen av landet, 90 km sydost om huvudstaden Jakarta.